# Кебрадільяс (Пуерто-Рико)
Кебрадільяс (ісп. Quebradillas, МФА: [keβɾaˈðiʎas]) — муніципалітет Пуерто-Рико, острівної території у складі США. Заснований 7 червня 1823 року.

## Географія
Кебрадільяс розташований у північно-західній частині острову Пуерто-Рико.
Площа суходолу муніципалітету складає 60 км² (70-е місце за цим показником серед 78 муніципалітетів Пуерто-Рико).

## Демографія
Станом на 2010 рік на території муніципалітету мешкало 25 919 ос.
Динаміка чисельності населення:

## Населені пункти
Найбільші населені пункти муніципалітету Кебрадільяс:
| Населений пункт | Статус | Населення :   | Населення :   | Населення :   |
| Населений пункт | Статус | на 01.04.1990 | на 01.04.2000 | на 01.04.2010 |
| --------------- | ------ | ------------- | ------------- | ------------- |
| Какао           | Селище | 1 690         | 2 068         | 1 001         |
| Кебрадільяс     | Місто  | 4 574         | 5 319         | 5 282         |
| Сан-Антоніо     | Селище | 1 006         | 1 203         | 1 711         |